# エンドウ (鉄道模型メーカー)
株式会社エンドウは、日本の鉄道模型メーカーである。

## 概要
東京都昭島市に本社・工場を置く鉄道模型メーカーで、主に16番ゲージ日本型の金属製車両模型を製造する。かつては遠藤商店の名称で、TER (Tokyo Endo Rail) の略号を使用していた。ショールーム「モデルプラザエンドウ立川」が東京都立川市曙町1-31-2の遠藤創進ビル1階に所在し、鉄道模型製品や書籍などの販売を行っている。
金属プレス成型技術の実績があるメーカーであり、その製品はプレス技術を生かしやすい、電車や気動車、新性能型電気機関車などの、俗に言う「箱物」が主力である。カツミ (KTM) との関係が深く、かつてはTER製造・KTM発売といった形態で市場に流通していたが、現在はそれぞれ独自に展開されている。また、かつてアメリカ向けとしてHOゲージが、日本国内向けとしてNゲージ・ナローゲージなどが製造されていたが現在では16番ゲージ日本型がおもに製造されている。
車両以外では、線路、制御機器、アクセサリーなども製造している。鉄道模型以外では、日産自動車の下請け工場をしていた。
本社内に設置されたレイアウトに愛好者を招待する「公開運転会」が年に数回開催される。
2014年3月康栄コーポレーションが全株式を取得しグループ企業となる。前代表は取締役会長になる。

## 製品
16番ゲージ日本型車両
カツミ模型との関係が深く、かつてはインサイドギア方式の動力装置を備えた製品群で知られたが、近年は自社設計によるMPギア (後述) を備えた製品群を展開している。
金属製の車両製品は完成品とキットがあり、車両キット用として動力装置やパーツ類も分売されている。車体は真鍮製でプレス成型により作られ、床下機器や屋上機器はホワイトメタル製である。内装など一部にプラスチック製部品が使用されることもある。完成品はヘッドライト・室内灯が点灯するものが多い。
電気機関車は主としてJRの最新型を生産しているのに対し、電車は江ノ島電鉄1000系電車、西武10000系電車など、他社が手がけない私鉄の車両を多く生産しているのが特徴である。
PRUSシリーズとして、プラモデルメーカーのハセガワによるプラスチック製車体にエンドウ製台車や動力装置を組みこんだ製品も展開されている。
16番ゲージ線路
ニューシステム線路と呼ばれる。白色プラスチック成型による、組み立て式・道床つきの二線式線路 (軌間16.5mm) を製造している。種類は直線、曲線、ポイントのほか、スライド式で長さが変更可能な伸縮レールや、かつてカツミ模型から発売されていた金属道床線路とつなげることが出来るジョイントレールなどが発売されている。橋脚や、アクセサリーとして架線柱も製品化されている。自社車両製品以外の直流二線式の車両を走らせる事が出来るが、他社製品の一部に車輪形状 (フランジ高さ) の関係で走行に支障が出るものもあるため注意が必要である。
直線のみ・曲線のみ・ポイントのみといった単品販売の他、楕円を作る事ができる直線・曲線と制御機器を組み合わせたセット販売がされている。また、他社からエンドウの規格に合わせたプラットホームのキットが発売されている。
制御機器
パワーパックと呼ばれる、出力3アンペア、0 - 12ボルトの制御機器 (EP - 70) を製造している。直流二線式の鉄道模型であれば、自社製品のみならず他社製品にも使用が可能である。
MPギア
ユニバーサルジョイントと密閉型ギアユニット、キヤノン製モーターを組み合わせた、耐久性と汎用性の高い動力装置で、自作する愛好者向けにも分売もされている。
印刷物
「HOゲージ ニューシステム線路　カタログ＆マニュアル」「MPギアの使い方」などが発売されている。

## 過去の製品
軽Nゲージ車両
1970年代後半より1980年代中盤にかけて、プレス成型技術をフルに生かした真鍮製Nゲージ製品シリーズを展開していた。また、ダイカストを多用した堅牢な動力ユニットを1986年頃までグリーンマックスに対してOEM供給していた。
車両製品は以下のとおり。
- EF58形車両第一回製品[1]
- 国鉄72系電車 (グリーンマックス製プラスティックキットの組み立て品)
- 国鉄103系電車 (ATC対応高運転台車。同上)
- 国鉄201系電車 (900番台)
- 国鉄キハ35系気動車
- 国鉄DD51形ディーゼル機関車
- 国鉄24系25形客車
- 国鉄EF10形・EF12形・EF13形・EF15形・EF16形・EF18形・EF56形・EF57形・EF59形電気機関車 (組み立てキットを含む)
- 国鉄9600形蒸気機関車 (デフレクター有り/無し)
- 新幹線0系・200系電車
- 近畿日本鉄道3000系・8800系・12200系・20100系・30000系電車
- 京阪電鉄3000系・5000系電車
- 阪急電鉄6000系・6300系電車
- 京成電鉄AE車
- 京王帝都電鉄3000系・初代5000系電車
- 都営地下鉄10-000形電車

なお、「鉄道模型考古学2」によると、1985年には次期製品として京阪電鉄1900系電車を製品化すべく設計中であったが、1985年のNゲージ撤退により製品化を中止した。
Nゲージ線路
Nゲージへの参入は線路の発売から始まった。当初は自社規格のプレス成型による金属製道床の組み立て式線路を、後にトミー製品とほぼ同じ規格で接続部分 (ジョイナー) の構造を変更したプラスチック製道床の組み立て式線路を発売していた。種類は直線、曲線、ポイント、橋脚があり、直線のみ・曲線のみといった単一セット販売や、直線・曲線を組み合わせ円を作る事ができるセット販売がされていた。
ナローゲージ製品
1980年代中盤、Nゲージと同じ軌間9mmの線路を使用する、HOスケールのナローゲージ製品製造に着手した。
木曽森林鉄道のボールドウィン製B1リアタンク式蒸気機関車や、運材車、客車、それにカブース (車掌車) が製品化され、その後、建設省立山砂防軌道用の酒井鉄工所製ディーゼル機関車が発売された。これら以外に、模型雑誌広告では単端式ガソリンカーの製品化が予告されていたが発売されず、ナローゲージ製品シリーズは展開を終了している。
その他
1976年にメルクリンの交流三線式用のキハ58系3両セットをエンドウ製造、不二商（メルクリンの当時の日本総代理店）が販売していた。
1985年の科学万博のリニアモーターカー (HSST) の模型を製造した (発売は日航商事) 。また、1990年代までアメリカ向けとしてHOゲージ車両を製造していた。